# Phyllopecta palaquii
Phyllopecta palaquii är en insektsart som först beskrevs av Robert Malcolm Laing 1930.  Phyllopecta palaquii ingår i släktet Phyllopecta och familjen spetsbladloppor. Inga underarter finns listade i Catalogue of Life.